# The Librarian (serie di film)

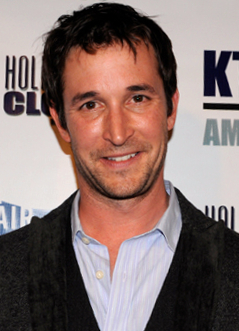
L'attore Noah Wyle, protagonista della serie di film TV nei panni di Flynn Carsen

The Librarian è una serie di film per la televisione avventurosa-fantastica degli anni 2000 basati sulle avventure di Flynn Carsen (interpretato da Noah Wyle), un bibliotecario che ha il compito di proteggere una collezione di potenti e pericolosi reperti mitico-leggendari.
Il franchise ha dato vita nel 2014 a uno spin-off per la televisione, la serie The Librarians.

## Film

### The Librarian - Alla ricerca della lancia perduta(2004)
Flynn Carsen è uno studente ultratrentenne che non ne vuol sapere di abbandonare l'università e la ricerca del sapere. Un giorno viene convocato in una biblioteca misteriosa, ricca di reperti archeologici di cui non si conosceva neanche l'esistenza. I suoi superiori lo nominano bibliotecario e lo incaricano di ritrovare la Lancia del Destino, una preziosa reliquia divisa in tre pezzi in grado di controllare il mondo intero. Ma anche alcuni ricercatori senza scrupoli si mettono sulle tracce dell'oggetto.

### The Librarian 2 - Ritorno alle miniere di Re Salomone(2006)
Nella seconda avventura il bibliotecario Flynn scopre un antico papiro egizio e lo riporta in casa, dove lo aspettano la madre e gli amici per il suo compleanno. Tornato a casa Flynn viene aggredito e il giorno seguente il papiro è sparito e il messaggio è rimasto indecifrato. Sa solo che deve impedire il ritrovamento delle miniere di Re Salomone nelle quali si trova un libro capace di evocare demoni. Il bibliotecario si reca così in Africa per trovare risposte.

### The Librarian 3 - La maledizione del calice di Giuda(2008)
Nell'ultima avventura Flynn compra per conto della sua prestigiosa biblioteca un vaso antico cinese contenente la pietra filosofale. In seguito, viene incaricato di recarsi a New Orleans perché un gruppo di estremisti russi vuole cercare l'oggetto per resuscitare il corpo del leggendario Conte Dracula. Ma per farlo, essi devono trovare il mistico calice di Giuda Iscariota, primo vampiro della storia dell'umanità. Intanto Flynn conosce una misteriosa ragazza francese che lo aiuta nelle ricerche e presto scoprirà il vero lato nascosto di lei: una vampira.

## Personaggi e interpreti
| Personaggio     | Film                                              | Film                                                  | Film                                                 |
| Personaggio     | The Librarian - Alla ricerca della lancia perduta | The Librarian 2 - Ritorno alle miniere di Re Salomone | The Librarian 3 - La maledizione del calice di Giuda |
| --------------- | ------------------------------------------------- | ----------------------------------------------------- | ---------------------------------------------------- |
| Flynn Carsen    | Noah Wyle                                         | Noah Wyle                                             | Noah Wyle                                            |
| Charlene        | Jane Curtin                                       | Jane Curtin                                           | Jane Curtin                                          |
| Judson          | Bob Newhart                                       | Bob Newhart                                           | Bob Newhart                                          |
| Margie Carsen   | Olympia Dukakis                                   | Olympia Dukakis                                       |                                                      |
| Edward Wilde    | Kyle MacLachlan                                   |                                                       |                                                      |
| Nicole Noone    | Sonya Walger                                      |                                                       |                                                      |
| "Zio" Jerry     |                                                   | Robert Foxworth                                       |                                                      |
| Emily Davenport |                                                   | Gabrielle Anwar                                       |                                                      |
| Professor Lazlo |                                                   |                                                       | Bruce Davison                                        |
| Simone Renoir   |                                                   |                                                       | Stana Katic                                          |
| Sergei Kubichek |                                                   |                                                       | Dikran Tulaine                                       |

## Spin-off
Nel 2014 TNT ordinò una serie televisiva settimanale, composta da 10 episodi, che seguisse le vicende della trilogia di film, con la partecipazione degli attori storici del franchise Noah Wyle, Bob Newhart e Jane Curtin e l'introduzione di altri nuovi personaggi. La serie, dal titolo The Librarians, venne poi trasmessa, negli Stati Uniti, a partire dal 7 dicembre 2014.